# Nämdöfjärden
Nämdöfjärden är en fjärd i Stockholms skärgård som ligger mellan Ingarö och Nämdö. I norr ansluter den till Gatufjärden i höjd med Styrsvik på Runmarö och i sydväst till Ingaröfjärden vid Ingarös södra udde Lotsudden. Nämdöfjärden gränsar i syd till Jungfrufjärden där gränsen utgörs av öarna Stora och Lilla Husarn samt Rögrund.
Landsortsleden passerar Nämdöfjärden och ansluter här till farleden från Baggensfjärden vid fyren Kofotsgrund.
En annan fyr i Nämdöfjärden är Franska Stenarna, i höjd med Fågelbrolandet, där man 1991 hittade ett vrak från 1500-talet (se Kravellen vid Franska Stenarna).
| ”                              | Här Rosemarie, syns blåa Nämdöfjärden med vita segel i sydvästlig vind! Hur ljuvligt långt från stadens larm och flärden vår stuga ligger mellan björk och lind! | „ |
| – Evert Taube, Ur Dikter, 1955 | |   |